# Pachetra nigra
Pachetra nigra är en fjärilsart som beskrevs av Wagner 1931. Pachetra nigra ingår i släktet Pachetra och familjen nattflyn. Inga underarter finns listade i Catalogue of Life.